# Fiona Bigwood
Fiona Bigwood, född den 24 april 1976 i London, är en brittisk ryttare.
Hon tog OS-silver i lagtävlingen i dressyr i samband med de olympiska tävlingarna i ridsport 2016 i Rio de Janeiro.